# ヤコブ・ブスク
- ジェイコブ・バスク

ヤコブ・ブスク・イェンセン（Jakob Busk Jensen, 1993年9月12日 - ）は、デンマーク・デンマーク首都地域コペンハーゲン出身のサッカー選手。スナユスケ・フッボルト所属。ポジションはGK。

## クラブ経歴
ユース時代から地元のFCコペンハーゲンで過ごし、2012年にトップチームに昇格。プロ1年目の2012-13シーズンはリーグ優勝を経験。しかし、出場機会に恵まれず、以降はACホーセンスやサンデフィヨルド・フォトバルなどにローン移籍を繰り返すシーズンを送る。
2016年1月15日、ドイツ2部リーグの1.FCウニオン・ベルリンと契約。加入後は正GKの座を獲得。しかし、2018年にラファウ・ギキエヴィツが加入して以降は第2GKに降格。2018-19シーズン、チームはVfBシュトゥットガルトとの入れ替え戦を制し、初のブンデスリーガ昇格を果たしたものな、ブスク自身はリーグ戦不出場に終わり、2018-19シーズン終了後には移籍の噂が絶えなかったものの、結局残留。初のトップリーグとなった2019-20シーズンも不出場に終わったものの、2020年4月30日に同シーズン限りでのギキエヴィツの退団が決まり、2020-21シーズンからのFCアウクスブルクへの移籍が決定。ブスクは5月12日にウニオン・ベルリンとの契約延長に合意した。
2024年5月14日、スナユスケ・フッボルトに2年契約で移籍した。

## 代表経歴
2015年にチェコで開催されたUEFA U-21欧州選手権2015に、U-21のデンマーク代表として出場。正GKを任され、準決勝進出を果たした。